# Parc d'État du Turvo
Pour les articles homonymes, voir Itapoã.
Le Parc d'État du Turvo est une réserve naturelle sous contrôle du Gouvernement de l'État du Rio Grande do Sul, dans le Sud du Brésil. Il a été créé le 11 mars 1947, fait 17 491 ha et se trouve à 530 km de Porto Alegre, sur le territoire de la municipalité de Derrubadas.
Ce parc a été le premier créé dans l'État, sur les rives du rio Uruguay. Il est recouvert par la Forêt du Haut-Uruguay avec des arbres d'une hauteur pouvant aller jusqu'à 30m, tels que le cèdre, l'Apuleia leiocarpa ou le laurier. Il abrite de nombreuses espèces menacées telles que l'onça-pintada (Panthera onca), l'onça-parda ou suçuarana (Puma concolor), le caititu ou cateto (Pecari tajacu tayacu) et l'anta (Tapirus terrestris). 200 espèces d'oiseaux tels que le pica-pau-rei (Campephilus robustus) et le tocro uru.
La principale attraction du parc est le Salto do Yucumã, le "grand grondeur", sur la frontière avec l'Argentine.

## Source
(pt) Parque estadual do Turvo.